# Eerste Christelijk Lyceum
Het Eerste Christelijk Lyceum Haarlem (ECL of ECLH) is een school voor havo, atheneum en gymnasium in Haarlem.

## Geschiedenis
Het ECL is officieel opgericht in 1918. Na de bouw van het huidig onderkomen aan de Leidsevaart verhuisde het lyceum in 1925 naar de huidige locatie: Zuider Emmakade 43 te Haarlem. Het Tweede Christelijk Lyceum Marnix van St. Aldegonde ontstond in 1949 oorspronkelijk als dependance. in de periode 1951-1955 werd aan de Planetenlaan in Haarlem-Noord een nieuw pand speciaal voor deze school gebouwd.

## Gebouw
Het gebouw is ontworpen door Andries de Maaker en gebouwd tussen 1924 en 1925. Het is ontworpen in de lijn van de bouwstijl van de Nieuwe Haagse School. In de Tweede Wereldoorlog werd de school gevorderd en gebruikt door de Duitse bezettingsautoriteiten.
Tussen 1958 en 1960 werd de noordvleugel verbouwd en uitgebreid naar een ontwerp van architect Hendrik Willem van Kempen uit Bloemendaal. Hierdoor kwamen er 5 lokalen bij en in de vernieuwde noordvleugel kwamen, net als in het hoofdgebouw, glas-in-loodramen. Ter ere van de toenmalige rector werd de vleugel genoemd: Dieperink-vleugel. In 2010 kwam een nieuwe kantine in gebruik en een zogenoemd sciencelab; drie practicumlokalen, een kabinet scheikunde en een kabinet biologie. De beta-lokalen werden voorzien van practicum-mogelijkheden en digitale schoolborden. 
Sinds 2011 is er de locatie ECL-Vaart. De brugklassen zijn hier ondergebracht, zij beschikken over elf lokalen. De locatie is in 2016 gerenoveerd voor 3,5 miljoen euro. Daarbij is vooral het interieur onder handen genomen.

## Bekende (oud-)leerlingen
- Kees van Amstel - cabaretier
- Barend Biesheuvel - minister-president
- Peter Brunt - violist
- Ton F. van Dijk - journalist/omroepbestuurder
- Koen van Heest - YouTuber
- Ewart van der Horst - tv-producent
- Pieter Kooijmans - CDA politicus
- Sebastiaan Labrie - acteur/presentator
- Erik van Muiswinkel - cabaretier
- Harry Mulisch – schrijver
- Hanna Obbeek - actrice
- Joep Onderdelinden - acteur
- Ludwig Otten - componist (geen diploma behaald)
- Robin Pera - regisseur
- Henk van Riemsdijk - president-directeur van Philips
- Job de Ruiter - CDA politicus
- Michael Schaap - presentator/programmamaker
- Nils Verkooijen - acteur
- Pieter Waterdrinker - schrijver
- Dirk Zeelenberg - acteur
- Ralf Mackenbach - zanger